# Lužany, Topoľčany
Lužany este o comună slovacă, aflată în districtul Topoľčany din regiunea Nitra, pe malul râului Hlavinka⁠(d). Localitatea se află la altitudinea de 179 m deasupra n.m., se întinde pe o suprafață de 3,9 km2 și în 2017 număra 201 locuitori.

## Istoric
Localitatea Lužany este atestată documentar din 1249.

## Demografie
| An:                | 1994 | 2004   | 2014   | 2024    |
| ------------------ | ---- | ------ | ------ | ------- |
| Număr de persoane: | 205  | 203    | 199    | 224     |
| Diferență:         |      | −0,97% | −1,97% | +12,56% |

| An:                | 2023 | 2024   |
| ------------------ | ---- | ------ |
| Număr de persoane: | 221  | 224    |
| Diferență:         |      | +1,35% |